# Murat İrişli
Murat İrişli (* 22. August 1994 in Aydın) ist ein türkischer Fußballspieler.

## Spielerkarriere

### Verein
İrişli begann 2003 in der Nachwuchsabteilung von Aydın Belediyespor mit dem Vereinsfußball und wechselte 2011 in den Nachwuchs von Bucaspor. Zur Saison 2012 wechselte er zum Amateurklub Gümüşordu Izmir, dem Zweitverein von Altınordu Izmir.
Nachdem İrişli eineinhalb Spielzeiten für Gümüşordu tätig gewesen war, wechselte er im Frühjahr zum Hauptverein Altınordu. Mit diesem Klub erreichte er zwei Spieltage vor Saisonende die Drittligameisterschaft. Dadurch kehrte Altınordu nach 24-jähriger Abstinenz wieder in die TFF 1. Lig, die zweithöchste türkische Spielklasse, zurück.
Für die Spielzeit 2014/15 wurde er an den Viertligisten Balçova Yaşamspor ausgeliehen.

### Nationalmannschaft
İrişli absolvierte 2010 drei Spiele für die türkische U-17-Nationalmannschaft.

## Erfolge
Mit Altınordu Izmir
- Playoff-Sieger der TFF 3. Lig und Aufstieg in die TFF 2. Lig: 2010/11
- Meister der TFF 2. Lig und Aufstieg in die TFF 1. Lig: 2013/14